# Viols-en-Laval
Viols-en-Laval là một commune thuộc tỉnh Hérault trong vùng Occitanie ở phía nam nước Pháp.